# Олимпик ерлајнс
Олимпик ерлајнс (IATA: OA, ICAO: OAL, грч. Ολυμπιακές Αερογραμμές) је био национални авио-превозник Грчке.
Седиште му је био међународни аеродром „Елефтериос Венизелос“ у Атини, а помоћни аеродроми су му били међународни аеродром „Македонија“ у Солуну и међународни аеродром „Дијагора“ на Родосу.
По подацима из децембра 2007. године, компанија је имала 8,500 радника

Иако лого компаније асоцира на Олимпијске игре, назив компаније није изабран у част највећег међународног спортског догађаја, већ у част Олимпских богова, који, према грчкој митологији, живе на планини Олимп.
Олимпик ерлајнс је приватизован 2009. године, а наследила га је компанија Олимпик ер.

## Историја

### Оснивање компаније
Као претеча Олимпик ерлајнса, прва авио-компанија је основана 1930. године под именом Icarus, али је банкротирала већ после неколико месеци због финансијских проблема, и слабог интересовања Грчке за ваздушни саобраћај. Њено место је заузела нова компанија под називом Грчка компанија за ваздушни транспорт или Г. К. В. Т (грч. Ε.Ε.Ε.Σ. Ελληνική Εταιρεία Εναέριων Συγκοινωνιών). У исто време, 1935. године, основана је и друга, приватна авио-компанија под називом Т. А. Е (грч. Τεχνικαί Αεροπορικαί Εκμεταλλεύσεις). Убрзо по завршетку Другог светског рата, 1947. године, у Грчкој су летеле 3 авио-компаније - Т. А. Е, Г. А. Т (Грчки Авио-транспорт) и Хеленик ерлајнс.
Како су све три компаније биле лошег финансијског стања, 1951. године грчка влада доноси одлуку да их уједини у Х. Н. Е (Национални Хеленик ерлајнс). И та нова авио-компанија је имала велике финасијске проблеме, па је је Влада Грчке угасила 1955. године. Како није успела да је прода, поново је обновила већ наредне године, и у јулу је потписала уговор са Аристотелом Оназисом. Оназис је задржао старо име компаније све до 6. априла 1957. када је званично основан Олимпик ервејз.

### 1960
Нова авио-компанија је убрзано расла. Први џет авион прикључио флоти Олимпика 1960. године. Био је то Де Хавиланд Комет 4Б. У исто време, организацијом заједничких летова, Олимпик је започео сарадњу са британском авио-компанијом БЕА енгл. British European Airways. Касније се сарадња продубила, тако да је у ситуацијама када је грчка посада због реда летења требало да преспава у Лондону, британска посада користила њихов авион за своје летове, и обрнуто. На свим грчким и британским авионима типа Комет стајала је ознака BEA-OLYMPIC.
Флота Олимпик ервејза се ширила следећом наруџбином џет авиона типа Боинг 707-300. Прва летелица је стигле у Грчку 1966. године добивши име „Град Атина“, када је успостављен непрекидни лет на релацији Атина-Њујорк. Две године касније остварени су први летови за Африку, а 1969. и за Канаду.

### 1970
Олимпик ерлајнс је 1971. године купио нове клипне авионе НАМЦ YС-11 са циљем да замени старе моделе Даглас DC-3 и Даглас DC-6 који су коришћени на домаћим летовима. Захваљујући појачању у флоти, обезбеђено је више летова ка грчким острвима, а у току наредне године остварен је и први лет за Аустралију.
Затим су купљени џет авиони Боинг 720-051Б, који су били модернија верзија модела Боинг 707 и Боинг 747-200. Компанија је била заинтересована да купи и Конкордов суперсонични авион, па је 5. јануара 1973. године један конкорд слетео на аеродром у Атини у циљу демонстрације.
Међутим, само две недеље касније, тачније 22. јануара, догодио се инцидент који је променио будућност компаније. У авионској несрећи је погинуо син Аристотела Оназиса, Александар. У року од пар месеци, Оназис је продао свој део компаније Влади Грчке, што је био почетак краја за Олимпик ервејз.
На предлог грчке Владе, 1976. купљен је џет авион Боинг 737-200, а исте године је основана и кетеринг фирма под називом Олимпик Кетеринг која је, поред Олимпик ервејза, опслуживала и стране авио-компаније. Међутим, губитак профита је довео 1977. године до обустављања летова за Аустралију, а у току 1978. укинути су и летови за Канаду, у време када је флота требало да се прошири авионима Ербас А300.

### 1980 - данас
Да би се обновили летови за Аустралију и Канаду 1984. године купљена су још 2 авиона типа Боинг 747-200 од сингапурске авио-компаније Сингапур ерлајнс. Преправљањем Боинга 707-300 „Град Линдос“ у карго отворено је ново одељење у оквиру компаније које је требало да се бави превозом терета, али се од тога убрзо одустало. У 1986. години финансијске губитке су повећали највећи штрајкови у историји Олимпика.
Још од почетка осамдесетих година двадесетог века компанија се суочавала са великим новчаним проблемима који су били последица лошег руковођења. Грчки политичари су злоупотребљавали могућност летења по врло ниским ценама. На захтев грчке Владе, Олимпик је новинарима наплаћивао само 3% од цене карте. У то време је основана ћерка фирма Олимпик ЕрТурс (грч. Ολυμπιακή Τουριστική), која је издавала карте за Олимпик ервејз, али и за друге компаније. Убрзо је прерасла у чартер компанију и променила име у Македонијан ерлајнс.
Средином осамдесетих година започето је са летовима за Токио, али је ова линија убрзо затворена због малог интересовања путника и великих губитака.
Олимпик ервејз је 1991. године купио авион типа Боинг 737-400, и унапређену верзију авиона типа Ербас А300, Ербас А300-600Р. Због повећаног губитка профит, грчке Влада је покушала да спроведе програм реструктурације тако што је избрисала све дугове компаније, али резултати нису били задовољавајући. Да би се обновила флота, 1999. године, Олимпик купује четири Ербас А340-313X авиона који су заменили старе авионе типа Боинг 747-200.
Убрзо су губици постали тако велики да је Влада 2003. године одлучила да реструктурира целу групу комапнија које су радиле под окриљем Олимпик ервејза. Македонијан ерлајнс је променио име у Олимпик ерлајнс, и преузео на себе ред летења Олимпик ервејза, чиме су избрисани сви дугови претходне авио-компаније. Преостале фирме су спојене у нову под именом Олимпик ерлајнс - Сервиси.
Крајем 2004. године, покренута је иницијатива да се Олимпик ерлајнс приватизује, али се то завршило неуспехом пошто није било купаца вољних да плате Грчкој скоро 700 милиона евра колико је трежено на тендеру који је Европска комисија прогласила незаконитим у децембру 2005. године.

## Дестинације
Олимпик ерлајнс одржава 13 дуголинијских летова, 28 у Европи и 36 домаћих.
Видите: Редовне линије Олимпик ерлајнса

## Флота
| Тип                   | Тотал | Седишта | Дестинације                                  | Напомена |
| --------------------- | ----- | ------- | -------------------------------------------- | -------- |
| Ербас A300-600R       | 1     | 265     | Европа и Блиски исток                        |          |
| Ербас A340-300        | 4     | 295     | Лондон, Париз, Северна Америка, Јужна Африка |          |
| ATR 42-300            | 6     | 50      | Домаћи летови                                |          |
| АТР 72-200            | 7     | 68      | Домаћи летови                                |          |
| Боинг 737-300         | 3     |         | Домаћи летови, Европа, Блиски исток          |          |
| Боинг 737-400         | 14    | 150     | Домаћи летови, Европа, Блиски исток          |          |
| Бомбардије Деш 8 Q100 | 4     | 37      | Домаћи летови                                |          |
| Тотал                 | 39    |         |                                              |          |